# Turn Me On (chanson de Mark Dinning)
Pour les articles homonymes, voir Turn Me On.
Singles de Norah Jones
Come Away with Me
(2002) Sunrise
(2004)
Turn Me On est une chanson écrite par John D. Loudermilk et enregistrée et sortie pour la première fois par le chanteur américain Mark Dinning (en) en 1961 comme face B de son single Lonely Island. D'autres versions notables sont celles de Nellie Rutherford et de Nina Simone. Norah Jones enregistre et sort sa version le 12 mai 2003 en tant que dernier single de son premier album Come Away with Me.

## Version de Norah Jones
La reprise de Norah Jones figure sur son premier album Come Away with Me comme septième piste. Elle est sortie en 2002 comme single promotionnel en France, avant de sortir le 12 mai 2003 en tant que quatrième et dernier single de l'album. Cette version apparaît également dans le film britannique Love Actually de 2003 et figure sur sa bande originale.

### Liste des titres
| 1. | Turn Me On              | 2:33 |
| 2. | Crazy (live)            | 4:47 |
| 3. | Cold, Cold Heart (live) | 4:42 |

### Crédits
Les crédits sont tirés du livret de l'album Come Away with Me.
Enregistrement
- Enregistré à Sorcerer Sound (New York) et Allaire Studios (Shokan)
- Mixé à Sear Sound (New York)
- Masterisé à Sterling Sound (New York City)

Personnel
- Norah Jones - chant, piano, production
- Lee Alexander (en) - guitare basse
- Dan Rieser - batterie
- Sam Yahel - orgue électronique (Hammond B-3)
- Arif Mardin - production, mixage
- Jay Newland (en) - production, mixage, ingénieur du son
- Mark Birkey - ingénieur du son assistant

### Classements hebdomadaires
| Classement (2003–04)       | Meilleure position |
| -------------------------- | ------------------ |
| Canada (Nielsen SoundScan) | 10                 |
| France (SNEP)              | 92                 |

### Certifications
| Région                                                                  | Certification | Ventes/Streams |
| ----------------------------------------------------------------------- | ------------- | -------------- |
| États-Unis (RIAA)                                                       | Or            | 500 000*       |
| Royaume-Uni (BPI)                                                       | Argent        | 200 000‡       |
| *Ventes selon la certification ‡ventes/streaming selon la certification |               |                |

### Historique de sortie
| Région     | Date            | Format                        | Label     | Réf.  |
| ---------- | --------------- | ----------------------------- | --------- | ----- |
| Europe     | 12 mai 2003     | CD                            | Blue Note | [ 6 ] |
| Europe     | 15 août 2003    | Maxi CD                       | Blue Note | [ 6 ] |
| États-Unis | 6 octobre 2003  | Diffusion radio (smooth jazz) | Blue Note | [ 9 ] |
| États-Unis | 2 décembre 2003 | CD                            | Blue Note | [ 6 ] |